# اتحاد غرب آسيا للمبارزة
اتحاد غرب آسيا للمبارزة هو منظمة رياضية إقليمية تُعنى بتطوير رياضة المبارزة في منطقة غرب آسيا. يهدف الاتحاد إلى تعزيز اللعبة من خلال تنظيم البطولات، تطوير المدربين والحكام، ودعم اللاعبين على المستويين المحلي والدولي. يعمل الاتحاد تحت مظلة الاتحاد الآسيوي للمبارزة (Fencing Confederation of Asia - FCA) والاتحاد الدولي للمبارزة (Fédération Internationale d'Escrime - FIE).

## التأسيس والأهداف
تأسس اتحاد غرب آسيا للمبارزة لتعزيز رياضة المبارزة في دول غرب آسيا، وتوسيع قاعدة اللاعبين والمدربين، وتحسين مستويات المنافسة في المنطقة. يضم الاتحاد عددًا من الدول الأعضاء التي تشارك في أنشطته وبطولاته السنوية.

## الهيكلة الإدارية
يتكون الهيكل الإداري للاتحاد من مجموعة من المسؤولين البارزين، وهم:
- رئيس الاتحاد: السيد زياد حسن جاسم
- نائب رئيس الاتحاد: السيد راشد الشمالي
- رئيس لجنة المدربين: الكابتن علي إبراهيم العبيد
- رئيس اللجنة القانونية: السيد خالد جار الله الحسيني

## الدول الأعضاء
يضم الاتحاد عدة دول من منطقة غرب آسيا، منها:
- السعودية
- الإمارات العربية المتحدة
- البحرين
- الكويت
- قطر
- عمان
- الأردن
- لبنان
- العراق
- سوريا
- فلسطين
- اليمن

## الأنشطة والبطولات
يُشرف اتحاد غرب آسيا للمبارزة على مجموعة من البطولات الإقليمية التي تهدف إلى تطوير مهارات اللاعبين وإعدادهم للمنافسات القارية والدولية. تشمل هذه الأنشطة:
- بطولة غرب آسيا للمبارزة، التي تُقام سنويًا بمشاركة منتخبات الدول الأعضاء.
- دورات تدريبية للمدربين والحكام بالتعاون مع الاتحاد الآسيوي والدولي.
- برامج تطوير الناشئين والشباب لتعزيز المواهب في سن مبكرة.

## اللجان والإدارة
يضم الاتحاد عدة لجان متخصصة، تعمل على تحسين مستوى المبارزة في المنطقة، ومنها:
- اللجنة الفنية: مسؤولة عن وضع الخطط الفنية للبطولات والدورات.
- لجنة الحكام: تُعنى بشؤون التحكيم وإعداد الحكام للمسابقات المختلفة.
- اللجنة القانونية: يرأسها السيد خالد جار الله الحسيني، وتختص بالمسائل القانونية والتشريعية للاتحاد.
- لجنة المدربين: يرأسها الكابتن علي إبراهيم العبيد، وتعمل على تطوير المدربين عبر الدورات التدريبية والشهادات الاحترافية.

## الإنجازات والتطورات
حقق الاتحاد العديد من النجاحات في السنوات الأخيرة، من خلال استضافة بطولات قارية ودولية، وإرسال لاعبين ومدربين للمشاركة في برامج تدريبية عالمية، إضافةً إلى تطوير بنية تحتية قوية لدعم المبارزة في المنطقة.

## العلاقة مع الاتحادين الآسيوي والدولي
يعمل اتحاد غرب آسيا للمبارزة بالتنسيق المستمر مع الاتحاد الآسيوي للمبارزة والاتحاد الدولي للمبارزة لتعزيز مستوى اللاعبين والحكام والمدربين في المنطقة. كما يُشارك في الفعاليات والبطولات القارية التي تُنظمها هذه الجهات.